# Thibaut IV de Mathefelon
Thibault IV de Mathefelon, membre de la famille de Mathefelon, chevalier, conseiller et chambellan du roi Philippe de Valois, baron de Durtal et de Mathefelon, seigneur de Saint-Ouën, de Juvigné, de Beauvais, d'Azé, d'Entrammes, du franc-alleu de Villiers-Charlemagne et de la Cropte. Il fut frère d'armes de Bertrand du Guesclin (v. 1320-1380), connétable de France en 1370, et l'annaliste Bourdigné (v. 1480-1547) les met en parallèle. Thibault se distingua dans la guerre contre les Anglais. Il se joignit avec cinq cents lanciers à l'armée de Louis Ier d'Anjou, duc d'Anjou, et fit maintz baultz faictz d'armes au pays de Guienne et en Bretagne.

## Biographie
La Généalogie de la maison de Champagne fait naître Thibault de Mathefelon de Foulques de Mathefelon, sire de Duretal, et de la moult noble Clémence qui fille estoit au noble vicomte de Thouars de Poictou et le donne comme baron de Mathefelon et de Durestal emprès le baron Foulques son genitor. Il fut moult fort renommé chevallier ayant eu pour frère d'armes le moult preux Bertrand Du Guesclin qui emprès de France connestable estoit. Si qu'en l'armée du moult noble duc d'Anjou Louis, Icel Thibault avait cinq cens lanciers et maintes fois derompit l'ost des Anglais en leur pays de Guienne ainsi qu'en Bretaigne et fit maintz haultz faictz d'ePmes contre l'ost des Bretons quil avoit terracé et desconfit. Icel noble baron de Mathefelon, Thibault denommé, espoux estoit à la moult noble princesse de royal sang de France, Béatrix, qui fille estoit au moult excellent prince Monseigneur, Robert de Dreux, grand maistre de France, sire de Beu, de Beauvais et moult grandes seignoies, et qui fille  estoit à la moult excellente Béatrix de Colandon dicel, prince espouse. Si quicel baron de Mathefelon engendra dicelle Béatrix surnommée, son fils Pierre de Mathefelon, et ses filles Jehanne, Honneur, Béatrix et Marie de Mathefelon.
Il est, en 1291, présent au sacre de Guillaume III Le Maire, évêque d'Angers. Il y maintint les intérêts d'Amaury III de Craon, fils et principal héritier de Maurice V de Craon. À l'époque de son mariage avec Béatrix de Dreux, et, en faveur de cette alliance, le roi lui donna 3 000 parisis et 500 livres en terre à perpétuité.

## Famille
Il épouse,
1o vers 1330-1333 Jeanne, fille de Thomas Ier de Bruyères et d'Isabelle, fille d'Adam IV, vicomte de Melun, et de Jeanne de Sully, dame d'Ivoy, Jars et Morogues/Maupas, tante d'Henri IV de Sully
2o vers 1339, Béatrix de Dreux (v. 1319-1356) fille de Robert III de Beu et Béatrix de Courlandon (désignée ainsi du nom de son 1er mari et mère de l'archidiacre de Paris Gérard de Courlandon), dont :
- (1) Pierre de Mathefelon ; dernier de sa lignée, décédé avec son frère Juhel à la bataille de Nicopolis le 26 septembre 1396
- (1) Jeanne de Mathefelon, est mariée, en 1349, à Guillaume VII de Parthenay-l'Archevêque, sire de Parthenay, auquel elle apporta les terres de Mathefelon et de Durtal
- (2) Honor (ou Aliénor ou Aénor) de Mathefelon, épousa le vicomte Jean II de Rochechouart (1356-1413), auquel elle apporte les seigneuries d'Azé, près de Château-Gontier, et d'Entrammes[4]. Elle était aussi probablement héritière, en Berry, d'Ivoy (avec Bréviandes et Malvoisine), de Jars et de Maupas/Morogues, sans doute venus de Jeanne de Bruyères ci-dessus, fille d'Isabelle de Melun, elle-même fille de Jeanne de Sully (tante d'Henri IV de Sully et dame de ces fiefs, qu'on trouve ensuite aux mains des Rochechouart ; cela pourrait indiquer qu'Aliénor était peut-être fille de Jeanne de Bruyères plutôt que de Béatrix de Dreux, ou bien que Thibaut de Mathefelon fut l'héritier de sa 1re femme et disposa de ses fiefs en faveur d'une de ses filles du 2e lit, d'autant que le mari d'Aénor, Jean II de Rochechouart, descendait des Sully par sa grand-mère paternelle, autre Jeanne de Sully, dame de Brion, fille du Grand-bouteiller Henri IV de Sully et petite-nièce de la première Jeanne de Sully, dame d'Ivoy, Jars et Morogues).
- (2) Béatrix et Marie de Mathefelon. Ces deux dernières sont religieuses au couvent de Poissy (les dominicaines de Saint-Louis de Poissy ?).
- (2) D'après Célestin Port[5], ils eurent un cinquième enfant, Juhel de Mathefelon, décédé avec son frère Pierre à la bataille de Nicopolis le 26 septembre 1396.